# Parecis Sociedade Esportiva
Parecis Sociedade Esportiva Foi um clube brasileiro de futebol da cidade de Campo Novo de Parecis, no estado de Mato Grosso. Suas cores são azul e amarelo.

## História
O Parecis foi fundado no dia 12 de maio de 2003. No ano seguinte após sua fundação, participou do Campeonato Mato-Grossense, sendo eliminado na repescagem.
Em 2008, o Parecis participa novamente da Primeira Divisão do futebol de Mato Grosso.